# Moneda de facto
Una moneda de facto es una unidad monetaria que no es la legal en un determinado país pero que es la usada como tal por la población. La moneda de facto más usada es el dólar estadounidense, y en segundo lugar el euro.

## Dólar estadounidense
El dólar es moneda fiat en los Estados Unidos de América y debido a la robustez y expansión de la misma se utiliza en otros países como si se tratara la  moneda legal de estos. El dólar tiene extendido su uso en países como Camboya, El Salvador, Ecuador, Venezuela o la República Dominicana.

## Euro
En Andorra, antes de la adopción del euro en el año 2013, se usaba como moneda oficial en todo el territorio. También es usada de facto en Montenegro y el estado con reconocimiento limitado de Kosovo.